# Església de Sant Miquel de Catarroja
L'Església parroquial de Sant Miquel, és un edifici religiós situat al carrer de Sant Miquel del municipi de Catarroja. És Bé de Rellevància Local amb identificador número 46.16.094-001. Està datat en 1730.